# Freddy – Wunschkonzert
Freddy – Wunschkonzert ist das 14. Studioalbum des österreichischen Schlagersängers Freddy Quinn, das 1967 (im gleichen Jahr wie Das Lied der Heimat und Das große Wunschkonzert) im Musiklabel Polydor (Nummer 77 251) erschien. Es konnte sich nicht in den deutschen Albumcharts platzieren. Singleauskopplungen wurden keine produziert.

## Titelliste
Das Album beinhaltet folgende zwölf Titel:
- Seite 1

1. Heut’ ist ein Feiertag für mich (im Original von Maria Mucke & Willy Berking und sein Orchester, 1953[3])
2. La Paloma (im Original vom spanisch-baskischen Komponisten Sebastián de Yradier (1809–1865)[4])
3. Du-du-du (im Original von Angèle Durand und Béla Sanders, 1953[5])
4. Mamatschi (im Original als Mamatschi! von Rosl Seegers, 1938[6])
5. Über die Prärie (Indian Love Call) (im Original als Indian Love Call von Mary Ellis & Dennis King, 1924[7])
6. Es war einmal (im Original von Heinrich Bolten-Baeckers und Paul Lincke, 1899[8])
7. Heimat, deine Sterne (im Original von Manfred Heidmann, 1941[9])

- Seite 2

1. Wolgalied (aus der Operette Der Zarewitsch, im Original von Richard Tauber gesungen, 1927[10])
2. Good Bye, Jonny (im Original als Good Bye Jonny, Good Bye Lilly von Hans Albers, 1939[11])
3. O mein Papa (im Original von Erna Lenser, 1939[12])
4. Mutter, sei nicht traurig
5. Einsamer Sonntag (im Original als Szomorú vasárnap von László Jávor und Rezsô Seress geschrieben, 1933[13])
6. So ein Tag, so wunderschön wie heute (im Original von Lonny Kellner, 1954[14])